# Roderick Duchâtelet
Roderick Duchâtelet (1972) è un imprenditore belga, presidente dell'Újpest FC dal 2011 
al 2024. Suo padre, Roland Duchâtelet, è il settimo imprenditore più ricco del Belgio.

## Attività imprenditoriale
Il 19 ottobre 2011, Roderick Duchâtelet ha acquistato quasi il 95 per cento della proprietà dell'Újpest FC. In precedenza, Duchâtelet è stato per cinque anni, fino al 2010, direttore e azionista del club belga di massima divisione Germinal Beerschot. Il 21 marzo 2024 ha venduto l'Újpest FC.

## Famiglia
Sua moglie, Valérie Gys, è direttrice operativa e finanziaria dell'Újpest FC. Suo padre, Roland Duchâtelet, è stato il proprietario di maggioranza dello Standard de Liège, una squadra di massima divisione belga, fino al 2015.

## Club attuali di proprietà della famiglia Duchâtelet
- Carl Zeiss Jena (dal 2013)[3]

### Ex club
- Sint-Truidense V.V. (2002–2017)[4]
- Standard Liège (2011–2015)
- AD Alcorcón (2014–2019)[5]
- Charlton Athletic (2014–2020)
- Újpest (2011–2024)